# Senath
Senath – miasto w Stanach Zjednoczonych, w stanie Missouri, w hrabstwie Dunklin.